# Наперсный крест Мономахов

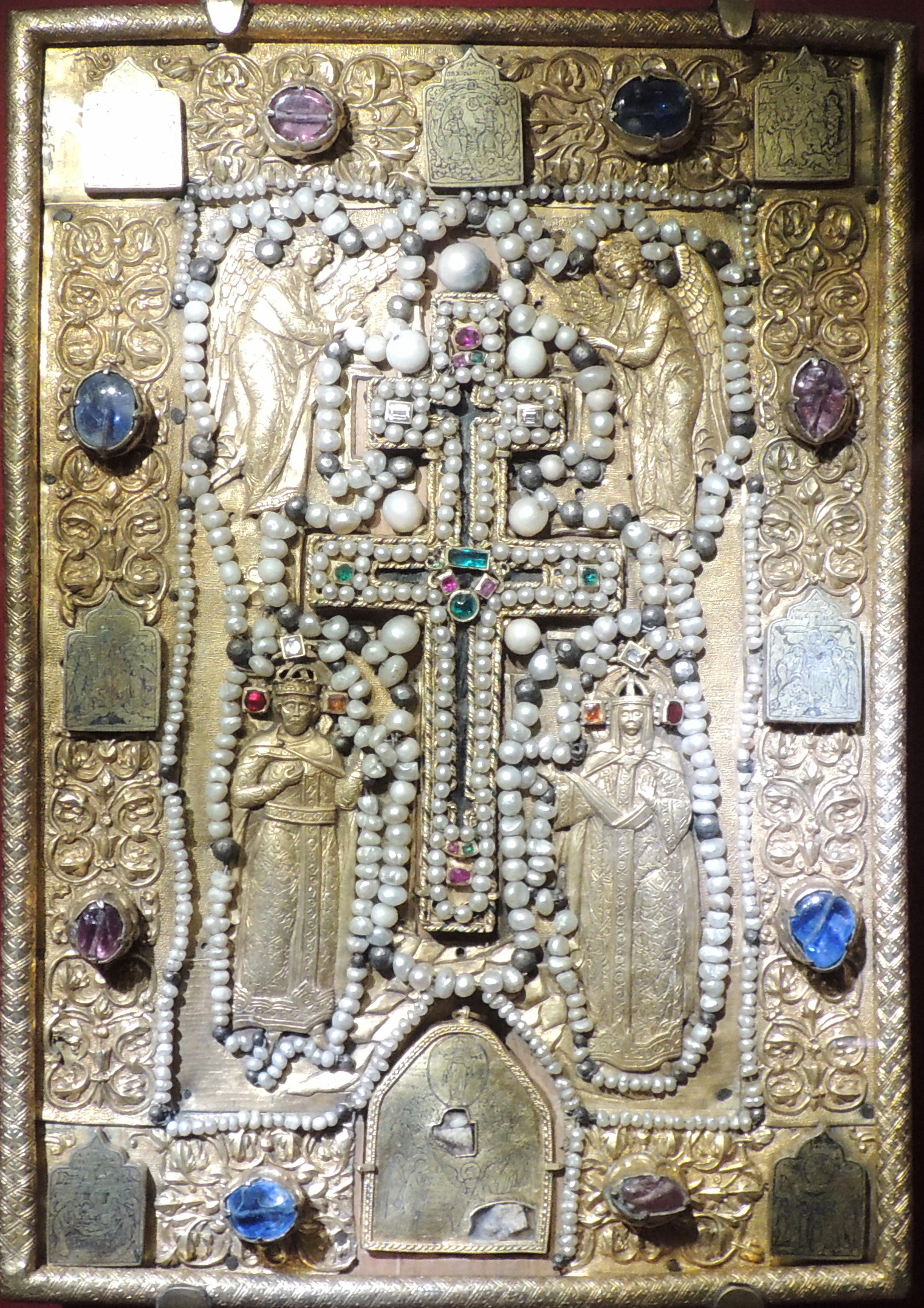
Т. н. «Ковчег князя Ивана Хворостинина» с наперсным крестом Мономахов (с частью Животворящего Древа и камнем от Гроба Господня) в Благовещенском соборе Московского Кремля. 1621

Напе́рсный крест Монома́хов — средневековый артефакт византийского происхождения, крест-мощевик. В допетровскую старину — самая древняя вещь среди подобных изделий искусства, царская регалия. 
Хранится в собрании Государственных музеев Московского Кремля.

## Происхождение
Среди ценных вещей, которые с древности находились в казне московских князей, были разнообразные наперсные кресты. Некоторые из них имели византийское происхождение, поскольку были привезены в Москву греками — митрополитами Феогностом, Киприаном и другими. Во времена Василия I Дмитриевича (1392—1425) около 1417 года впервые упоминается «крест честный животворящий патриаршь Филофеевский» (патриарха Константинопольского Филофея).
В XVI веке он назывался уже «Крест животворящее древо в раце царьградской». Наконец, в 1533 году на смертном одре Василий III благословил малолетнего сына Ивана «Животворящим крестом, который прислан из Цареграда от царя Константина Мономаха к великому князю Владимиру Мономаху». С тех времён регалия и известна под этим названием.
Однако как изначально выглядела эта реликвия, неизвестно. Сам крест — это деревянная частица, приложенная к драгоценному реликварию — ставротеке. Наиболее древняя ставротека (XII—XIII века), которая находилась раньше в Оружейной палате, ныне находится в экспозиции Эрмитажа. Предполагают, что первоначально реликвия хранилась именно в этом реликварии. За описанием 1808 года указано: «Киот для креста, внутри и снаружи обитый бесемным золоченым серебром с задвижкою с нижнего края, обложенной с одной стороны тоже басемным золоченым серебром. На оных изображены с лица: распятый Иисус, а по бокам его образы: Богоматери и Иоанна Богослова. По полям киота и задвижки: двадцать одно лицо и два места от подобных лик пустым. На сем киоте два кольца серебряные, из коих одно на задвижке. Оклад в нескольких местах попорчен».
Про сам же древний шестиконечный крест, за которым закрепилось название «Мономахова», указано буквально следующее: «деревяннаго Креста разломанного часть без распятия в серебряной оправе, хранящаяся в деревянном киоте, обложенном по полям басемным золоченым серебром. С лица сего киота подпись греческая».
Возможно, этот крест был привезён великому князю Московскому Ивану II Ивановичу в 1354 году митрополитом Алексием как благословение от патриарха Филофея. Однако крест всё время считался «Мономаховым», начиная с XVI века. Во времена Петра I церемония венчания на трон российских государей начиналась с возложения именно этого креста.
Затем он хранился в ризнице Благовещенского собора Московского кремля вместе с другими мощевиками — отдельно от других государственных регалий.

## Новый драгоценный реликварий
В 1605—1621 гг. для креста был сделан новый драгоценный реликварий. Вкладчиком выступил князь Иван Андреевич Хворостинин (потомок Рюрика, также писатель, автор исторического сочинения «Словеса дней и царей и святителей Московскихъ еже есть в России»). Очень долгое создание реликвария связано с событиями Смутного времени.
«В сей скрыжали святое камение, верхний малейший камень марма, иные каменья Гроба Господня, и тоэ панагию носил Святейший Патриарх Феофан Иерусалимский». Оная панагия обнизана мелким жемчугом, коего с двух сторон мере на 1 вер. 5/8 не имеется. Жемчугу около В сем киоте Крест Святаго и Животворящаго Древа, на нем же распяся Христос Бог. А сей Святый Крест сотворен Животворящим, самосущным древесе, и сие Святое Древо вот того Креста, иже бе прислано из Константинополя в Киев Великому Князю Владимиру Мономаху, Константина Мономаха единогласно нареченнаго, шапку и диадиму и сердоличную рюмку, из нее же иногда веселяся, пыль Август Кесарь Римский. Еще же и тот Святый Крест прия вот Митрополита Нео-фита Ефесскаго и Митулинскаго и Милитейскаго и проч., о сем убо свидетельствует в 8 главе “Степенной книги”. В том киоте скрыжальца имуще камень Живоноснаго Гроба Господня и отваленный от Гроба, их же Феофан Патриарх Иерусалимский на своих персех носил; да в том же Киоте мощи мученицы Гликерии, мощи преподобной Параскевы по плоты. Украшение... Князя Ивана Андреевича Хворостинина. Начат же бысть украшать дело сие в честь Господа нашего в лето 7113 (1605), а совершено бысть в лето 7129 (1621)»
10px
 — говорится во вкладной надписи, сделанной на реликварии.
Реликварий сделан из золота и серебра. Он украшен сканью, эмалью, драгоценными камнями, его лицевая сторона содержит фигурную композицию — рельефные изображения двух ангелов сверху и святых Константина и Елены снизу. Сверху и с обеих сторон от композиции находятся клейма с изображениями церковных праздников.
Реликварий обильно украшен жемчужинами и драгоценными камнями.